# قائمة دول أوروبا
أوروبا إحدى قارات العالم السبع، وجغرافيًا تعد شبه جزيرة كبيرة تكون الجزء الغربي الممتد من أوراسيا بين جبال الأورال وجبال القوقاز وبحر قزوين من الشرق والمحيط الأطلسي من الغرب والبحر الأبيض المتوسط والبحر الأسود ومنطقة القوقاز من الجنوب والمحيط المتجمد الشمالي من الشمال. وتعتبر قارة صغيرة نسبيا مقارنة ببقية القارات لكن أوقيانوسيا أصغر منها. إلى جانب حدود أوروبا الجغرافية يعود مفهوم حدود القارة إلى العصور القديمة الكلاسيكية، حيث أصبح مصطلح «القارة» جغرافيّا في المقام الأول ولكنه يشمل أيضًا العناصر الثقافية والسياسية.

خريطة القارة الأوروبية.

هذه القائمة ستعرض جميع الأقاليم والمناطق والدول والعاصمات الأوروبية حسب المساحة والسكان والكثافة السكَّانية :

## الأقاليم والمناطق

خارطة مناطق ودُول أوروپَّا وفقًا لِمُؤسسة Ständiger Ausschuss für geographische Namen (StAGN).

في أوروبا أكثر من خمسين دولة ومع أنّ التباين بينها كبير الاّ أنه بالإمكان تقسيم القارة إلى عدّة مناطق رئيسية بناء على معالمها ومزاياها المشتركة. في الغالب تقسم دول القارة إلى خمس مجموعات جغرافية رئيسية. حيث تشترك دول كل مجموعة بصفات طبيعية متشابهة وبمزايا اقتصادية وحضارية متشابهة، وفي كثير من الأحيان تشترك في الخلفية التاريخية. المناطق الخمس الرئيسية في أوروبا هي: جنوب أوروبا، وشمال أوروبا، وغرب أوروبا، ووسط أوروبا وشرق أوروبا.

### جنوب أوروبا
تقع في حدود هذه المنطقة الدول التالية: اليونان، ألبانيا، صربيا، الجبل الأسود، جمهورية مقدونيا، البوسنة والهرسك، كرواتيا، سلوفينيا، إيطاليا، مالطا، إسبانيا والبرتغال. في أوائل التسعينات انقسمت يوغسلافيا إلى صربيا، الجبل الأسود، جمهورية مقدونيا، البوسنة والهرسك، كرواتيا وسلوفينيا علمًا أن كل من كرواتيا وسلوفينيا تٌحسب أيضًا على دول وسط أوروبا. لدول جنوب أوروبا عدة مزايا مشتركة: فهي تقع على أشباه جزر في البحر الأبيض المتوسط، ولها جميعًا سواحل طويلة، وللبحر فيها تأثير كبير على اقتصاد هذه الدول وعلى المواصلات وأسلوب الحياة فيها. ويسود هذه المنطقة مناخ البحر المتوسط. كما أن تضاريسها جبليّة تقل فيها السهول المستوية. أمّا الزراعة فهي زراعة البحر المتوسط، وتعتبر فيها السياحة من أهم الفروع الاقتصادية فيها.
منحت كل من إيطاليا واليونان العالم التراث الحضاري الكلاسيكي. ولاتزل الآثار القديمة قائمة متمثلة في القصور والمعابد والأسوار وقنوات الريّ. كما وتغلب الديانة المسيحية الكاثوليكية على وسط هذه المنطقة وغربها (إيطاليا وإسبانيا والبرتغال)، بينما تغلب المسيحية الأرثوذكسية الشرقية على شرقها.

### شمال أوروبا

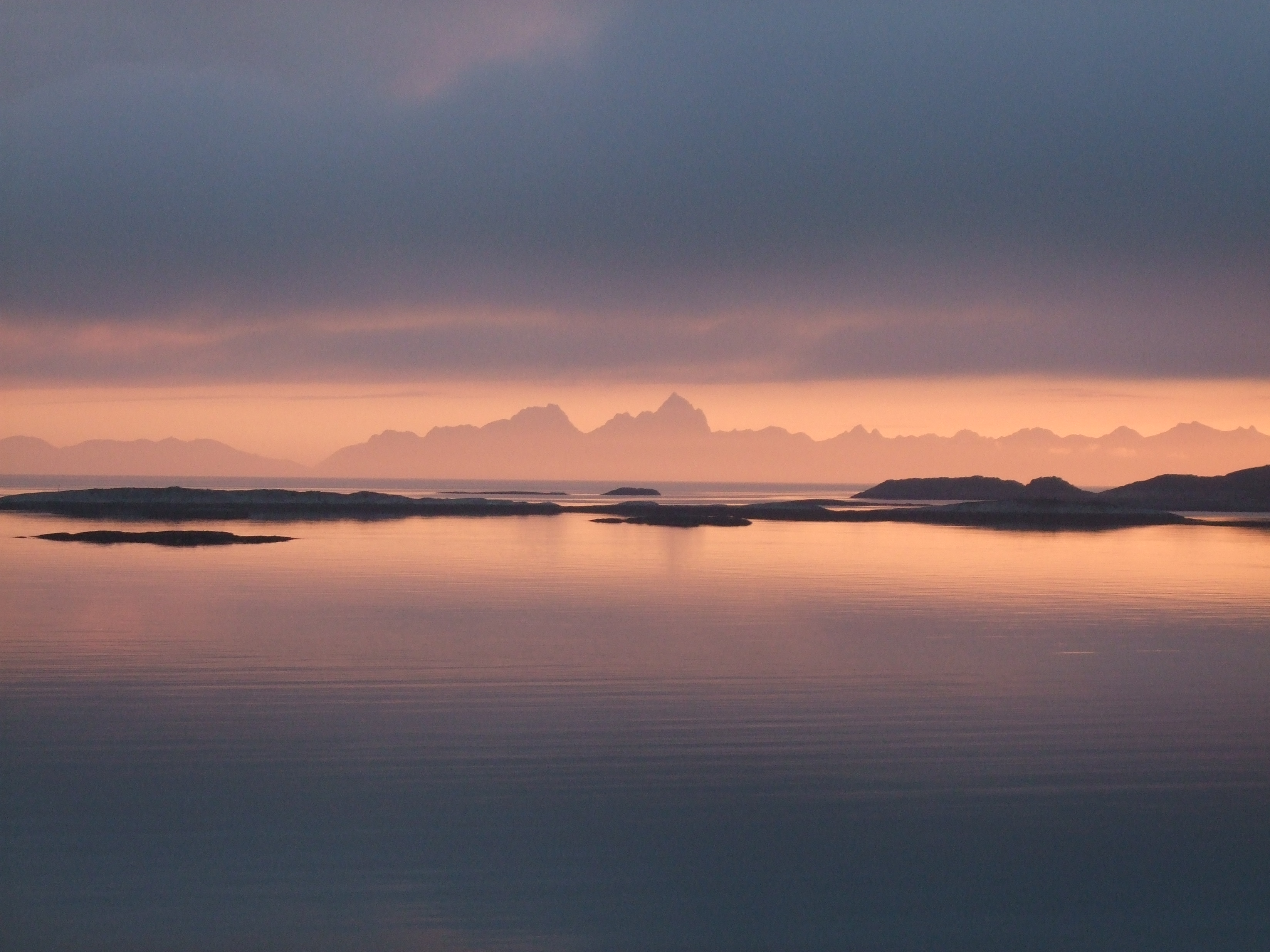
بحر النرويج.

تقع في هذه المنطقة الدول الآتية: النرويج، السويد، فنلندا، الدنمارك وآيسلندا ويطلق على هذه الدول الدول الإسكندنافية؛ فضلُا عن لاتفيا وليتوانيا وإستونيا ويطلق على هذه الدول دول البلطيق. تقع هذه الدول على شواطئ بحر الشمال وبحر البلطيق. أمّا الدول الإسكندنافية فتقع على أشباه جزر.
شُكّل سطح الأرض في هذه المنطقة من خلال الكتل الجليدية، لذا فهي تمتاز بالهضاب وتكثر فيها البحيرات والفيوردات. في حين أن تضاريس النرويج جبلية ومنقطعة. ويعد المناخ في المنطقة بحري معتدل: بارد ورطب في شمال هذه المنطقة وقاري بارد في شرقها. أمّا الشتاء بارد جدًا وتكسو الثلوج معظم أراضي هذه المنطقة. تقل الكثافة السكانيّة شمالًا.
في هذه المنطقة تبرز بشكل الدول الإسكندنافية بمستوى تطورها الاقتصادي وبمستوى خدمات الرفاه الاجتماعي التي تقدمها لمواطنيها إذا ما قورنت مع دول البلطيق التي تمر في مرحلة إعادة البناء والنمو الاقتصادي والتحرر من عبء الاقتصاد الشيوعي. غالبية سكان الدول الإسكندنافية ودول البلطيق من المسيحيين البروتستانت.

### غرب أوروبا

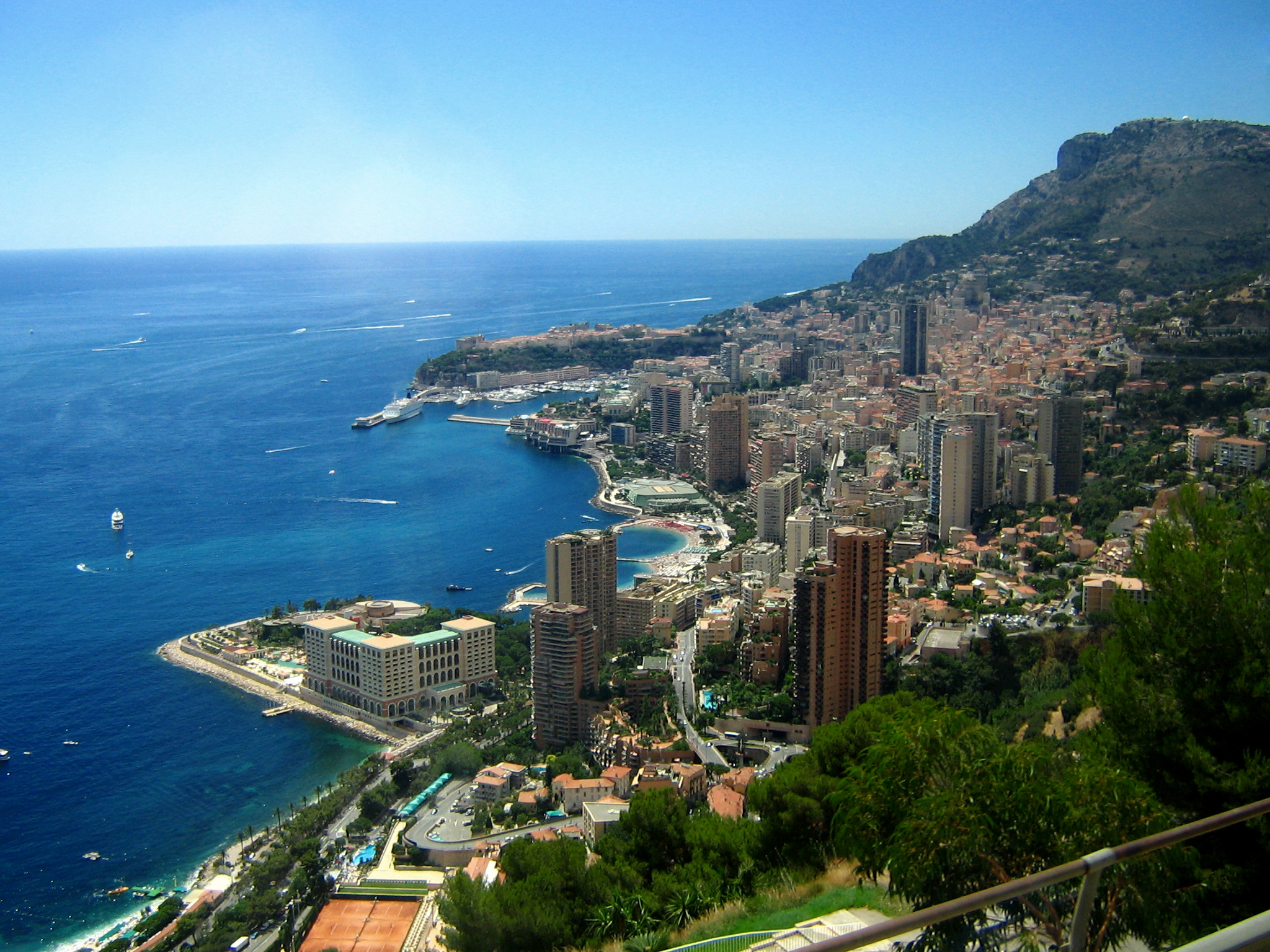
موناكو.

في هذه المنطقة تجد الدول التالية: فرنسا، ألمانيا، بلجيكا، هولندا، لوكسمبورغ، المملكة المتحدة وجمهورية أيرلندا. تقع هذه الدول على سواحل المحيط الأطلسي وبحر البلطيق. في هذا الجزء من القارة يعد سطح الأرض متنوع، ففي الشمال والغرب تمتد سهول منخفضة واسعة تعتبر جزءًا من السهول الأوروبية الشاسعة. ويعد المناخ في المنطقة معتدل إلاّ أنه كل كان الإتجاه نحو وسط القارة قلّ تأثير البحر وتحول المناخ إلى مناخ قاريّ-بارد.
بدأت في دول غرب أوروبا الثورة الصناعية قبل زهاء 200 عام، وقد أنطلقت من بريطانيا العظمى. دول هذه المنطقة -بإستثناء المملكة المتحدة وأيرلندا- هي التي أسست السوق الأوروبية المشتركة، وتعتبر هذه السوق حجر الأساس للإتحاد الأوروبي. تعتبر المدن الكبرى في هذه المنطقة مركز جميع مجالات الاقتصاد: التجارة والخدمات والصناعة وغيرها. في غرب أوروبا ثمة أكبر تجمع سكانيّ في القارة، وهو أكثر مناطق أوروبا كثافة سكانيّة، ففي هذه المنطقة تقع أكبر مدن أوروبا وأكثرها أهمية: لندن، باريس، برلين، فرانكفورت، بروكسل وأمستردام.
من الناحية الدينيّة تنقسم دول غرب أوروبا بين الطائفتين المسيحيتين الرئيسيتين: في فرنسا وبلجيكا ولوكسمبورغ وأيرلندا تسود الكاثوليكية، وتسود البروتستانتية الأنجليكانية في بريطانيا، في حين أن هولندا وألمانيا تنقسم بين المسيحيين البروتستانت والكاثوليك.

### وسط أوروبا

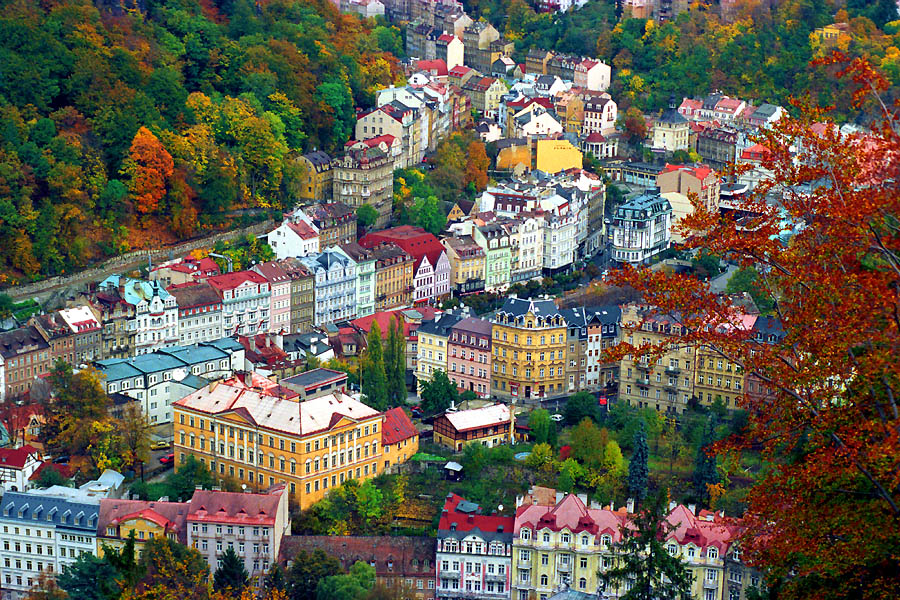
كارلوفة في بوهيميا.

في هذه المنطقة تقع الدول التالية: سويسرا، النمسا، جمهورية التشيك، سلوفاكيا، المجر وسلوفينيا. الصفة المشتركة لهذه الدول الخمس هو أنها جميعًا تقع في وسط القارة ولا تقع على شاطئ البحر. هذه المنطقة هي صميم قلب أوروبا الجغرافي، وفيها تمتد أعلى سلاسل الجبال في القارة؛ سلسلة جبال الألب. أمّا من حيث مبنى سطح الأرض فإن المجر تختلف عن باقي دول المنطقة، إذ يقع فيها سهل منخفض شاسع. ويعتبر المناخ معتدل-بارد.
كانت دول هذه المنطقة بإستثناء سويسرا جزءًا من الامبراطورية النمساوية المجرية والتي تركت إرثًا توافقًا من حيث اللغة والخلفية الحضارية. أمّا من الناحية الاقتصادية فتقسم المنطقة إلى مجموعتين: سويسرا والنمسا وهما دولتان متطورتان ونظامها الاقتصادي شبيه بنظام غرب أوروبا، بينما المجر وجمهورية التشيك وسلوفاكيا والتي إنتمت في الماضي إلى الكتلة الشيوعية، فإن نظامها يشبه النظام المتبع في دول أوروبا الشرقية، والتي في مرحلة التحرر من أعباء الاقتصاد الشيوعي.
من أهم مدن المنطقة هي: زوريخ، فيينا، براغ وبودابست. تعتبر هذه المدن مراكز النشاطات الاقتصادية لدولها. من الناحية الدينية فإن غالبيّة سكان المنطقة من الكاثوليك، في حين يتوزّع سكان سويسرا بين الكاثوليكية والبروتستانتية.

### شرق أوروبا

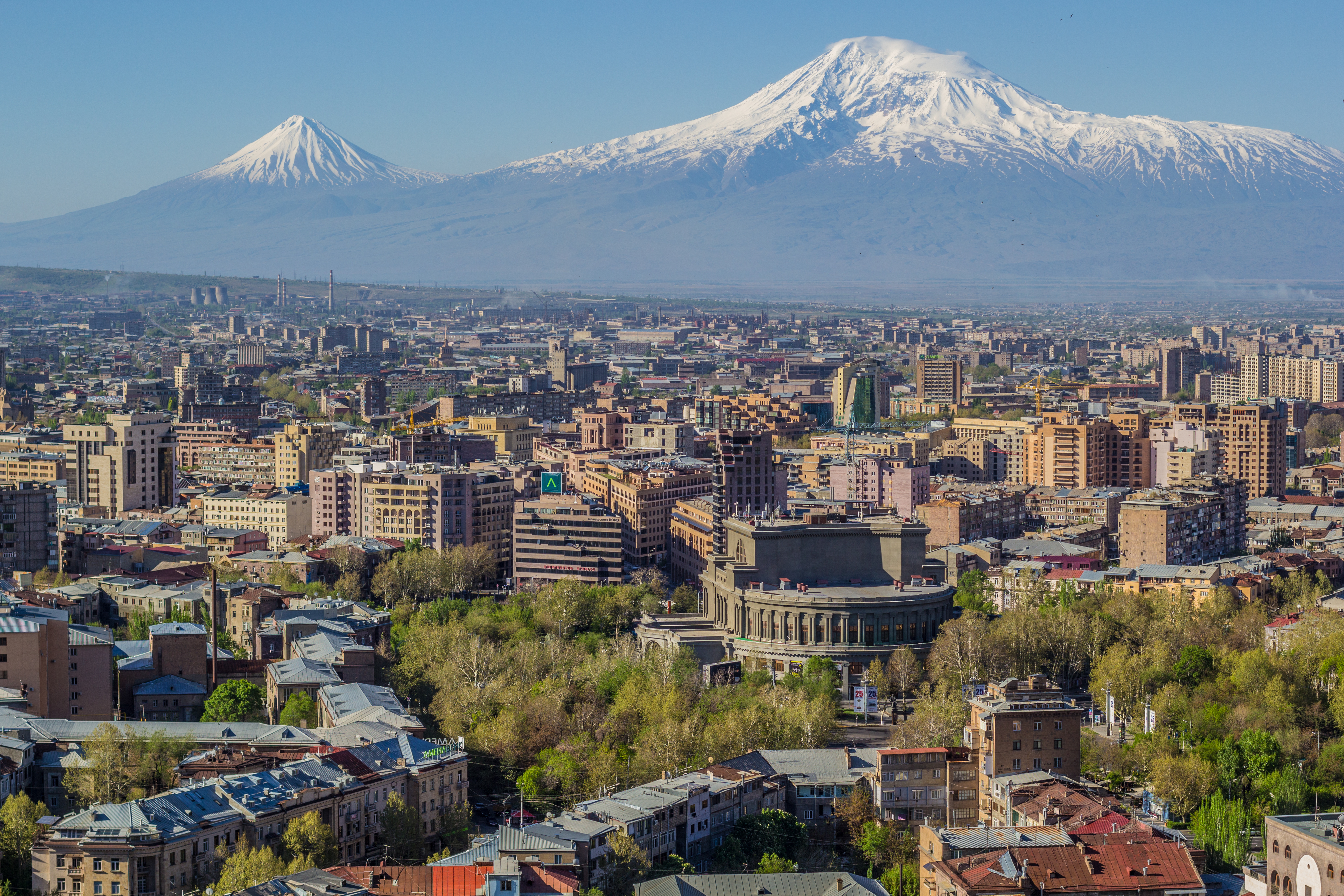
يريفان عاصمة أرمينيا.

في هذه المنطقة تقع دول الإتحاد السوفييتي سابقًا وهي: روسيا، روسيا البيضاء، أوكرانيا ومولدوفا. وكذلك الدول الثلاث: بولندا ورومانيا وبلغاريا، فضلًا عن دول القوقاز الثلاث وهي أرمينيا، أذربيجان وجورجيا. تمتد روسيا وهي أكبر هذه الدول إلى ما وراء جبال الأورال في قارة آسيا. يتكون سطح الأرض في شرق أوروبا من السهول المنخفضة الواسعة التي تقطعها أنهار طويلة وعريضة وسلاسل جبال عالية. ويعد مناخ هذه المنطقة معتدل-بارد، وكلما كان التوجه شمالًا أو شرقًا أصبحت الظروف المناخيّة أكثر حدة.
هناك خلفية تاريخية مشتركة بين دول هذه المنطقة هي تسود فيها المسيحية الشرقية بإستثناء أذربيجان حيث يسود الإسلام، وهي أنها كانت في السابق ذات نظام شيوعي، فقد كانت كل من روسيا وأوكرانيا ومولدوفا منذ سنوات العشرين جزءًا من الاتحاد السوفييتي، أمّا بولندا ورومانيا وبلغاريا ورغم كونها حتى الحرب العالمية الثانية دولًا مستقلة فقد إنضمت إلى المعسكر الشرقي-الشيوعي والتي خضعت لاحقًا إلى تأثير الاتحاد السوفييتي. ومع انهيار الاتحاد السوفيتيي ترك النظام الشيوعي أثره على النظام الاقتصادي والاجتماعي لهذه الدول.

## قائمة دول أوروبا
يعيش بأوروبا نحو 708 مليون نسمة، ما يعادل ثُمن سكان العالم منهم 108 مليون يعيشون في الجزء الروسي الواقع في أوروبا. وليس هنالك دولة أوروبية أخرى بها ما يماثل هذا العدد من السكان. وتأتي ألمانيا في المرتبة الثانية بعد روسيا، حيث يبلغ عدد سكانها نحو 81 مليون نسمة. أما دولة الفاتيكان فهي أصغر دول أوروبا من حيث عدد السكان، حيث يوجد بها أقل عدد من السكان بالمقارنة مع أي دولة في العالم، إذ يعيش بها نحو ألف نسمة فقط.
يبلغ معدل الكثافة السكانية في أوروبا 67 نسمة تقريبًا لكل كم² واحد. وأوروبا وآسيا هما أكبر قارتين في العالم من حيث الكثافة السكانية. وتوزيع السكان في أوروبا ليس متساويًا كما في بقية القارات. فمعظم أجزاء القارة تقل فيها كثافة السكان عن المعدل، بينما تزيد الكثافة عن المعدل في أجزاء أخرى. فالمناطق الشمالية الواسعة مثلًا، تكاد تكون خالية تمامًا من السكان، بينما تبلغ الكثافة في كل من موناكو وهولندا 385 نسمة لكل كم²، مما يجعلها من أعلى دول العالم كثافة في السكان.

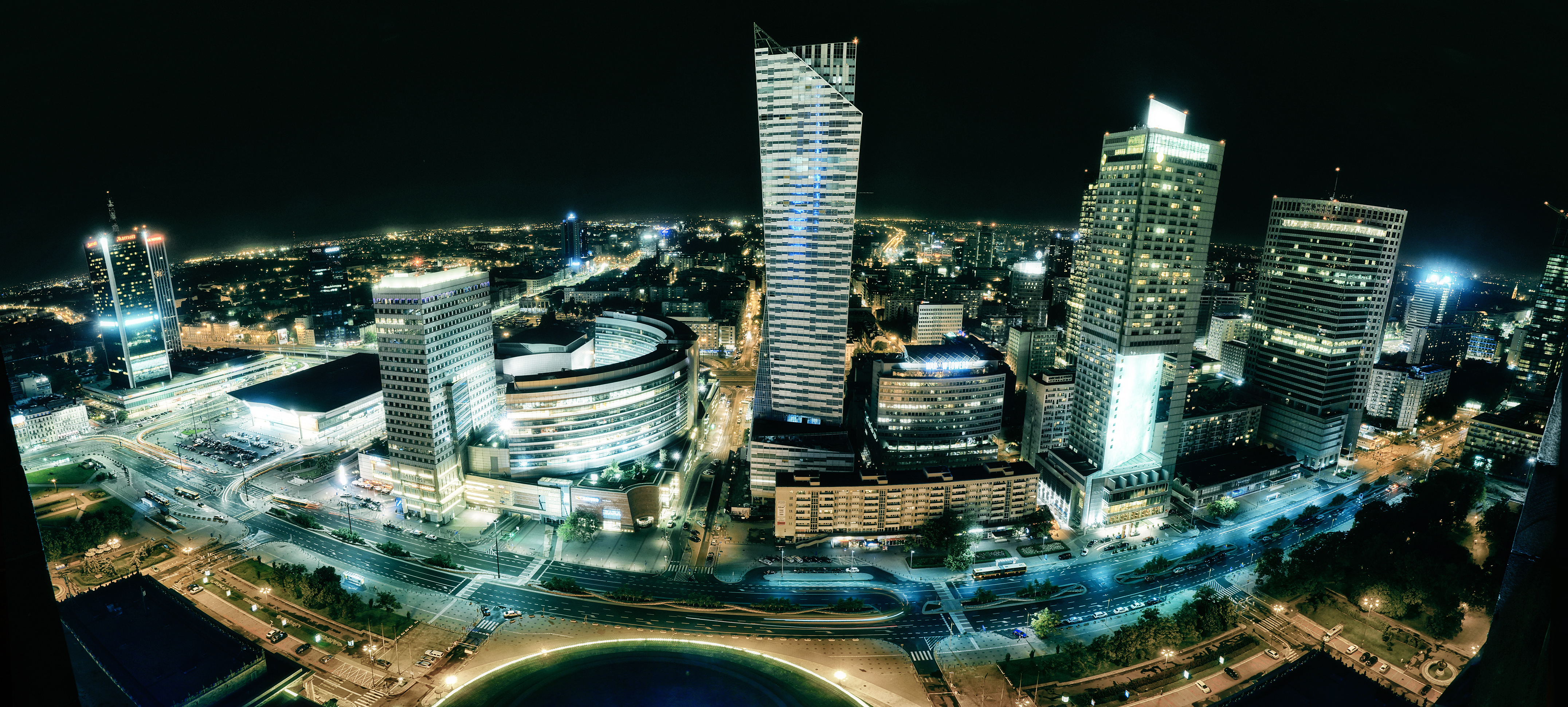
مدينة وارسو، عاصمة بولندا.

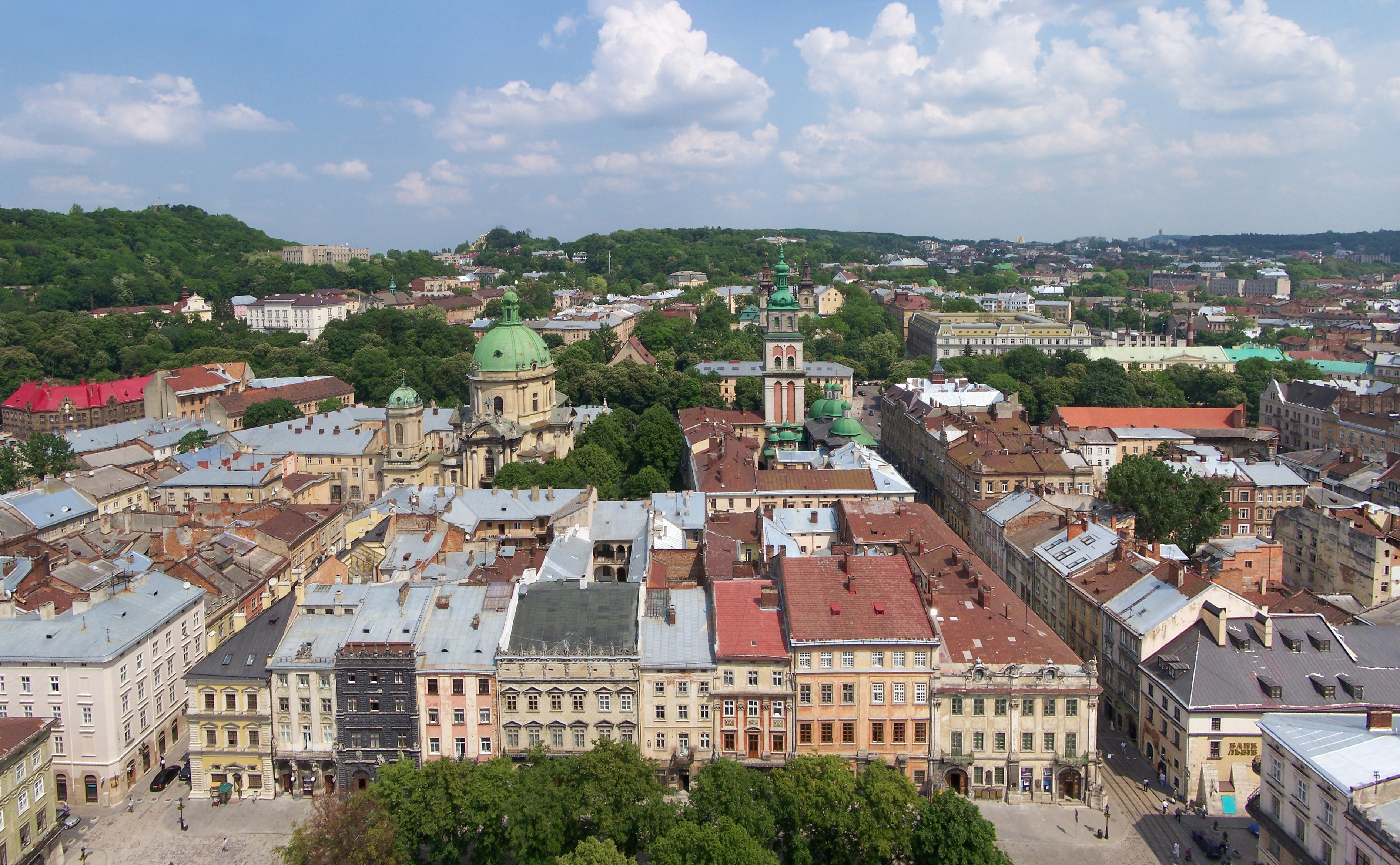
مدينة لفيف، في أوكرانيا.

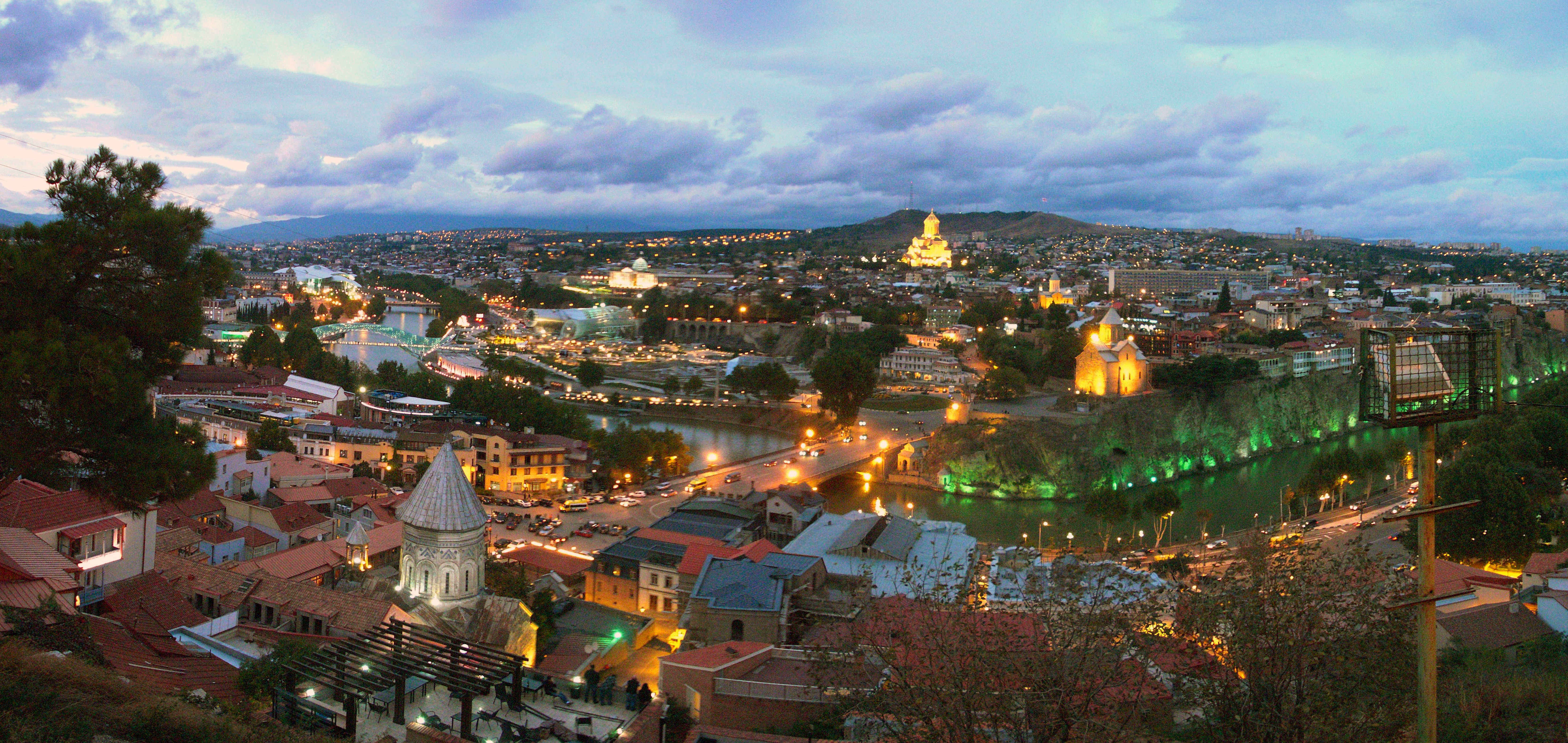
مدينة تبليسي، عاصمة جورجيا.

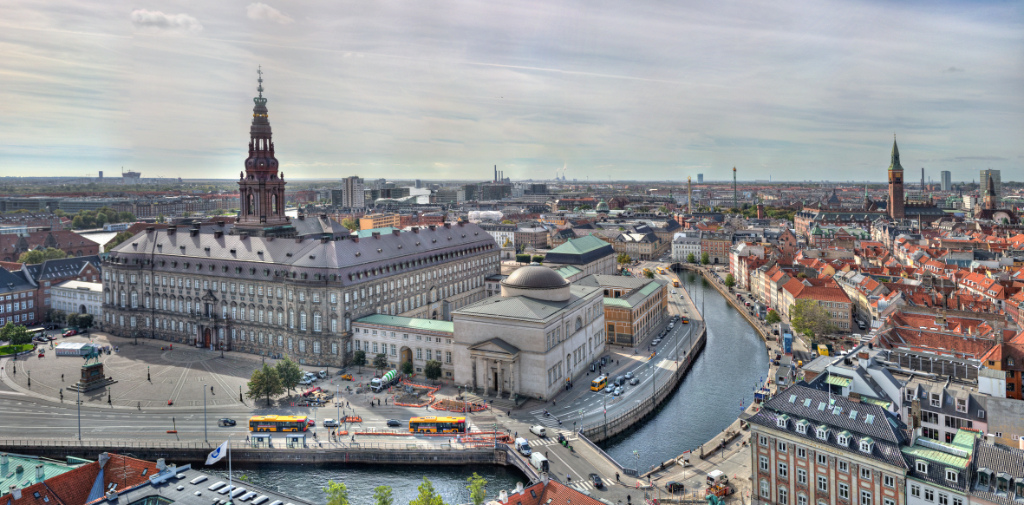
كوبنهاغن، عاصمة مملكة الدنمارك.

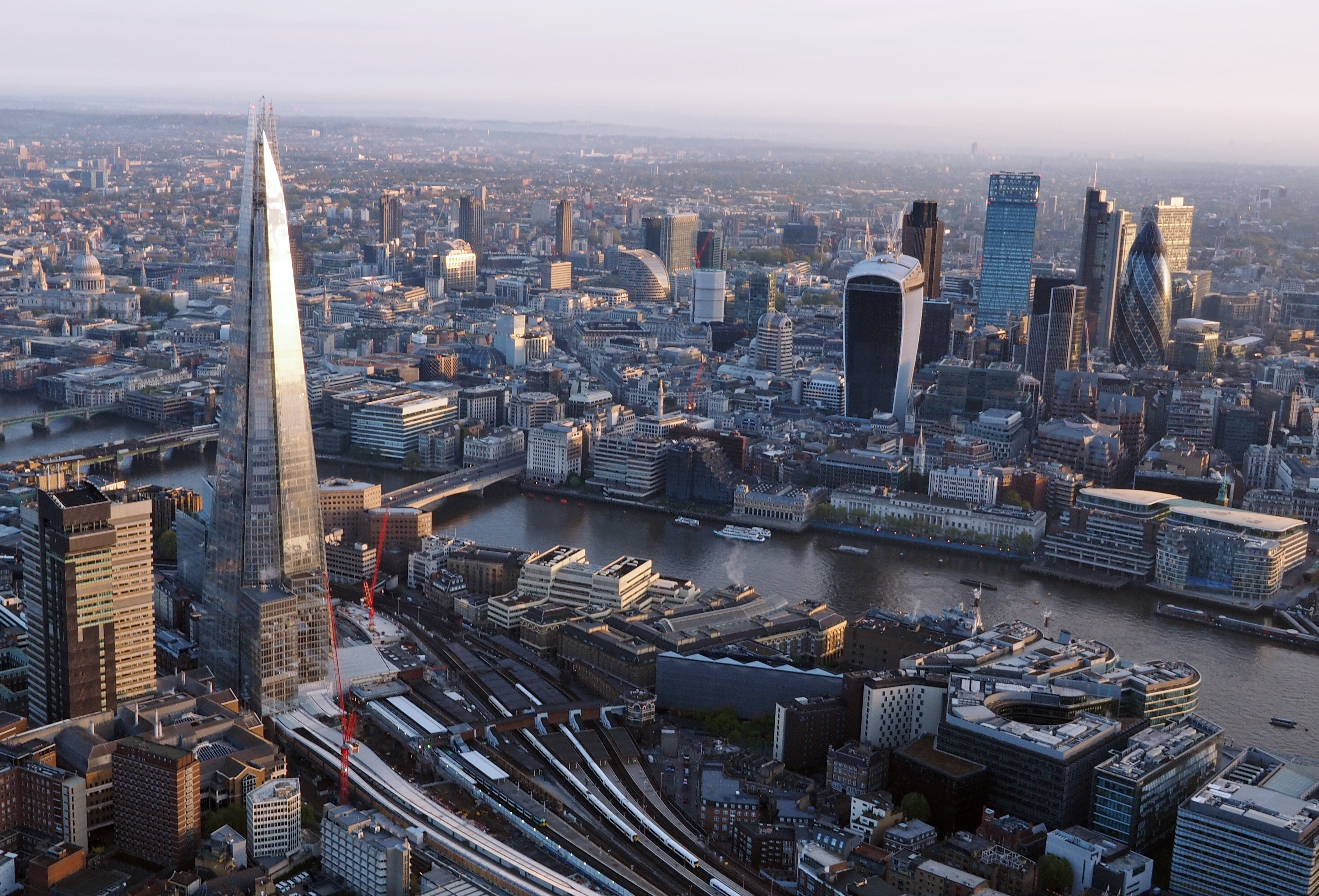
صورة جويّة لمدينة لندن، عاصمة المملكة المتحدة.

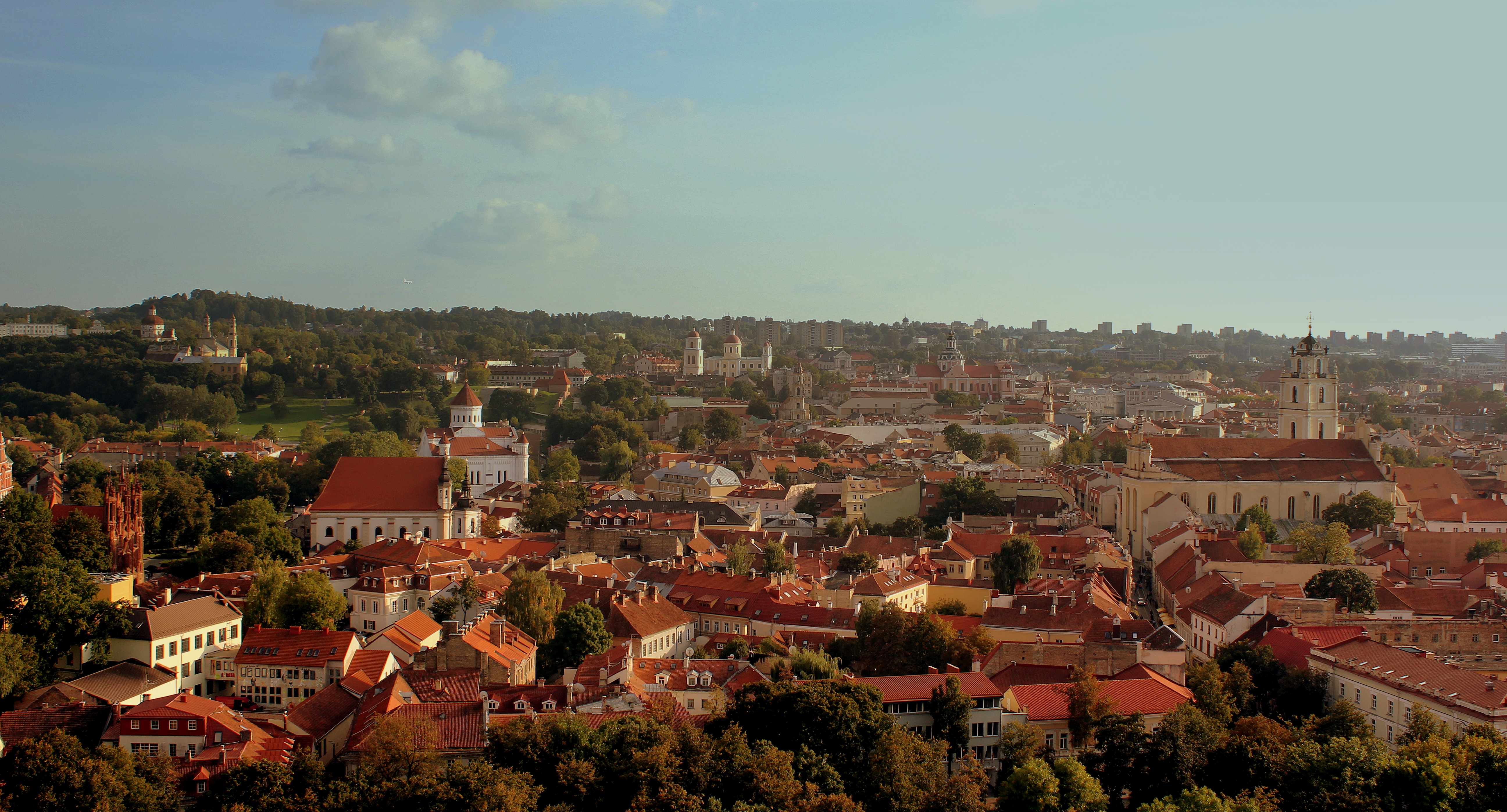
المركز التاريخي لمدينة فيلنيوس، عاصمة ليتوانيا.

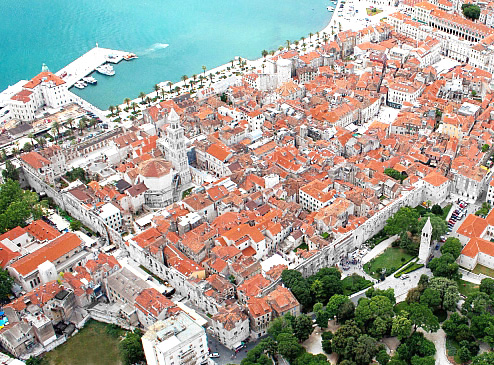
صورة جويّة لمدينة سبليت، في كرواتيا.

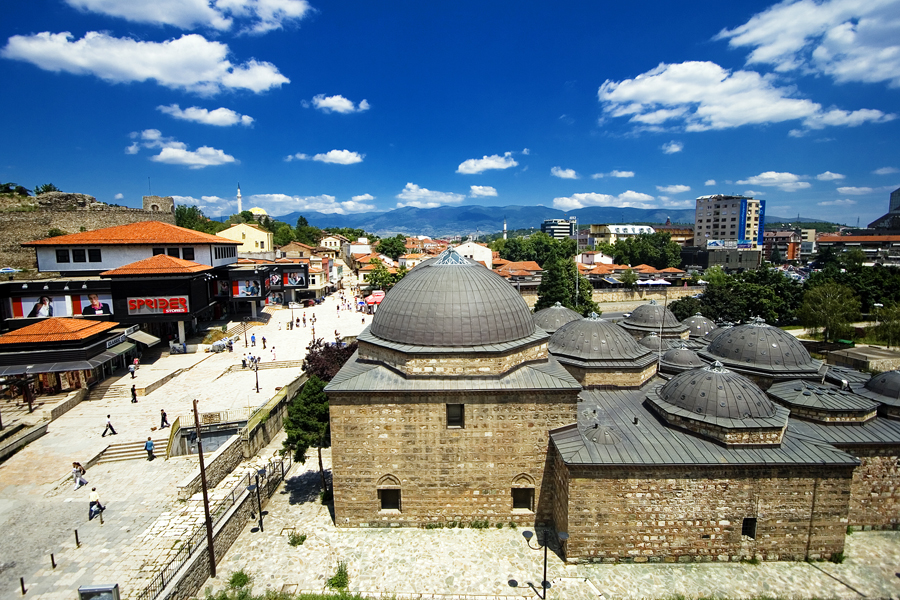
صورة للمركز التاريخي سكوبيه، في جمهورية مقدونيا.

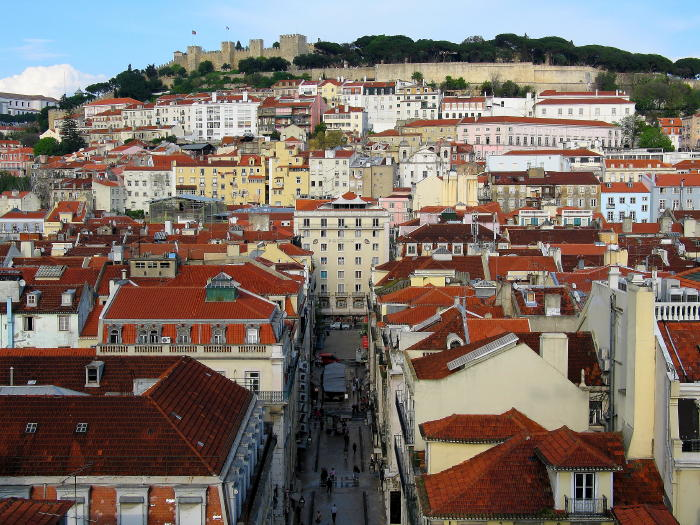
صورة للمركز التاريخي لشبونة، عاصمة البرتغال.

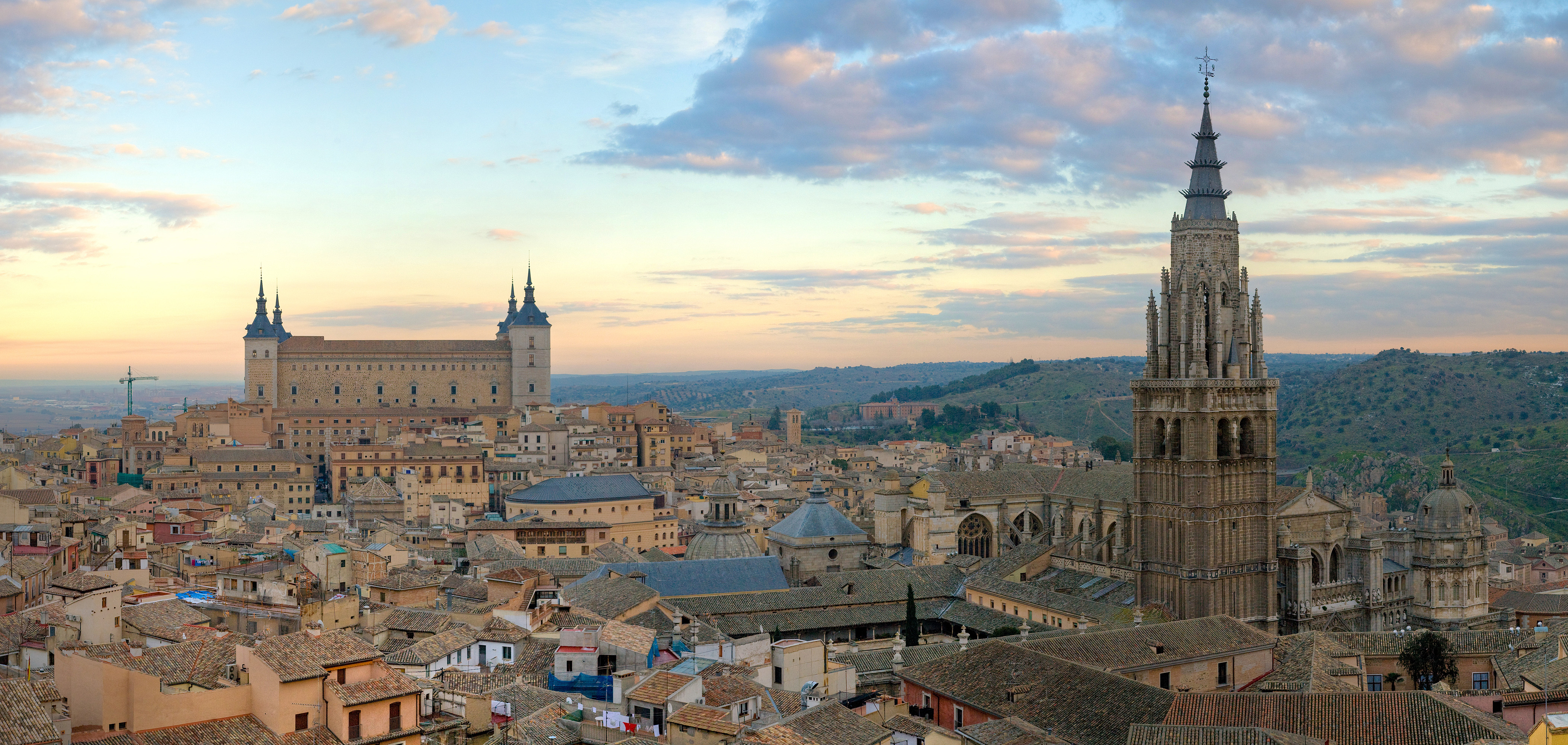
صورة لمدينة طليطلة، في مملكة إسبانيا.

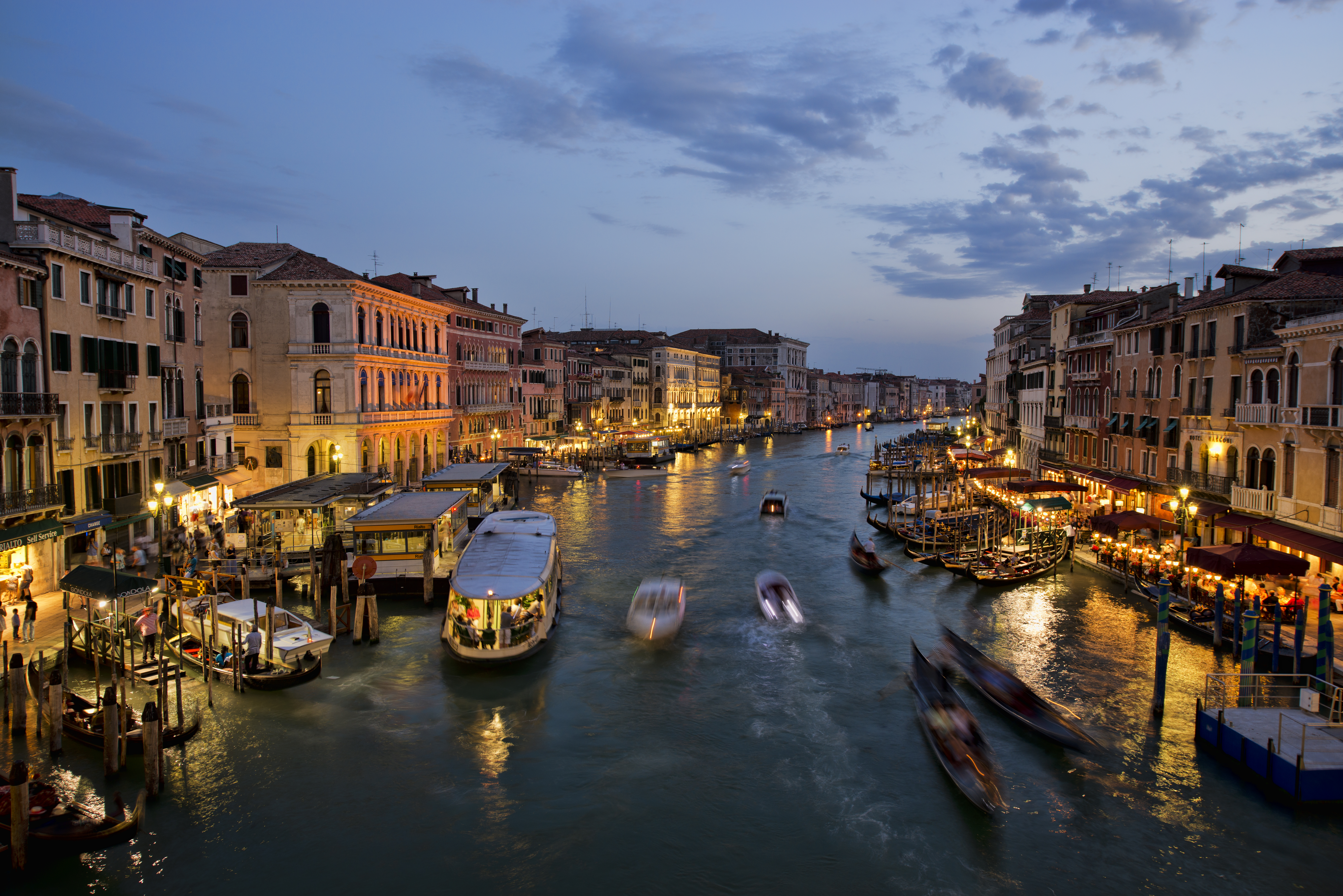
صورة لمدينة البندقية، في جمهورية إيطاليا.

| أسماء الدول والمناطق مع الأعلام  | المساحة (كم²) | عدد السكان (1 يوليو 2002) | الكثافة السكانية (لكل كم²) | العاصمة        |
| -------------------------------- | ------------- | ------------------------- | -------------------------- | -------------- |
| أوروبا الشرقية:                  |               |                           |                            |                |
| بيلاروسيا                        | 207,600       | 10,335,382                | 49.8                       | مينسك          |
| بلغاريا                          | 110,910       | 7,621,337                 | 68.7                       | صوفيا          |
| التشيك                           | 78,866        | 10,256,760                | 130.1                      | براغ           |
| المجر                            | 93,030        | 10,075,034                | 108.3                      | بودابست        |
| مولدوفا(1)                       | 33,843        | 4,434,547                 | 131.0                      | كيشيناو        |
| بولندا                           | 312,685       | 38,625,478                | 123.5                      | وارسو          |
| رومانيا                          | 238,391       | 21,698,181                | 91.0                       | بوخارست        |
| روسيا(2)                         | 3,960,000     | 106,037,143               | 26.8                       | موسكو          |
| سلوفاكيا                         | 48,845        | 5,422,366                 | 111.0                      | براتيسلافا     |
| أوكرانيا                         | 603,700       | 48,396,470                | 80.2                       | كييف           |
| أوروبا الشمالية:                 |               |                           |                            |                |
| أولان (فنلندا)                   | 1,552         | 26,008                    | 16.8                       | ماريهامن       |
| الدنمارك                         | 43,094        | 5,368,854                 | 124.6                      | كوبنهاغن       |
| إستونيا                          | 45,226        | 1,415,681                 | 31.3                       | تالين          |
| جزر فارو (الدنمارك)              | 1,399         | 46,011                    | 32.9                       | توشهافن        |
| فنلندا                           | 336,593       | 5,157,537                 | 15.3                       | هلسنكي         |
| جيرنزي(3)                        | 78            | 64,587                    | 828.0                      | سانت بيتر بورت |
| آيسلندا                          | 103,000       | 307,261                   | 2.7                        | ريكيافيك       |
| جمهورية أيرلندا                  | 70,280        | 4,234,925                 | 60.3                       | دبلن           |
| جزيرة مان(4)                     | 572           | 73,873                    | 129.1                      | دوغلاس         |
| جيرزي(5)                         | 116           | 89,775                    | 773.9                      | سانت هيليار    |
| لاتفيا                           | 64,589        | 2,366,515                 | 36.6                       | ريغا           |
| ليتوانيا                         | 65,200        | 3,601,138                 | 55.2                       | فيلنيوس        |
| النرويج                          | 324,220       | 4,525,116                 | 14.0                       | أوسلو          |
| جزر سفالبارد وجان ماين (النرويج) | 62,049        | 2,868                     | 0.046                      | لونجييربين     |
| السويد                           | 449,964       | 9,090,113                 | 19.7                       | ستوكهولم       |
| المملكة المتحدة                  | 244,820       | 61,100,835                | 244.2                      | لندن           |
| أوروبا الجنوبية:                 |               |                           |                            |                |
| ألبانيا                          | 28,748        | 3,544,841                 | 123.3                      | تيرانا         |
| أندورا                           | 468           | 68,403                    | 146.2                      | أندورا لا فيلا |
| البوسنة والهرسك                  | 51,129        | 4,448,500                 | 77.5                       | سراييفو        |
| كرواتيا                          | 56,542        | 4,390,751                 | 77.7                       | زغرب           |
| جبل طارق (المملكة المتحدة)       | 5.9           | 27,714                    | 4,697.3                    | جبل طارق       |
| اليونان                          | 131,940       | 10,645,343                | 80.7                       | أثينا          |
| إيطاليا                          | 301,230       | 58,751,711                | 191.6                      | روما           |
| جمهورية مقدونيا                  | 25,333        | 2,054,800                 | 81.1                       | سكوبي          |
| مالطا                            | 316           | 397,499                   | 1,257.9                    | فاليتا         |
| الجبل الأسود(6)                  | 13,812        | 616,258                   | 44.6                       | بودجوريتشا     |
| البرتغال                         | 91,568        | 10,084,245                | 110.1                      | لشبونة         |
| سان مارينو                       | 61            | 27,730                    | 454.6                      | سان مارينو     |
| صربيا(7)                         | 88,361        | 9,663,742                 | 109.4                      | بلجراد         |
| سلوفينيا                         | 20,273        | 1,932,917                 | 95.3                       | لوبلانا        |
| إسبانيا(8)                       | 498,506       | 40,077,100                | 80.4                       | مدريد          |
| الفاتيكان                        | 0.44          | 900                       | 2,045.5                    | الفاتيكان      |
| أوروبا الغربية:                  |               |                           |                            |                |
| النمسا                           | 83,858        | 8,169,929                 | 97.4                       | فيينا          |
| بلجيكا                           | 30,510        | 10,274,595                | 336.8                      | بروكسل         |
| فرنسا                            | 547,030       | 59,765,983                | 109.3                      | باريس          |
| ألمانيا                          | 357,021       | 83,251,851                | 233.2                      | برلين          |
| ليختنشتاين                       | 160           | 32,842                    | 205.3                      | فادوز          |
| لوكسمبورج                        | 2,586         | 448,569                   | 173.5                      | لوكسمبورج      |
| موناكو                           | 1.95          | 31,987                    | 16,403.6                   | موناكو         |
| هولندا                           | 41,526        | 16,318,199                | 393.0                      | أمستردام       |
| سويسرا                           | 41,290        | 7,507,000                 | 176.8                      | بيرن           |
| وسط آسيا:                        |               |                           |                            |                |
| كازاخستان(9)                     | 150,000       | 600,000                   | 4.0                        | أستانا         |
| غرب آسيا:(10)                    |               |                           |                            |                |
| أرمينيا(11)                      | 29,80         | 3,229,900                 | 101                        | يريفان         |
| أذربيجان(12)                     | 7,110         | 9,165,000                 | 24.6                       | باكو           |
| جورجيا(13)                       | 2,000         | 4,661,473                 | 18.8                       | تبليسي         |
| قبرص(14)                         | 9,251         | 788,457                   | 85                         | نيقوسيا        |
| تركيا(15)                        | 854,578       | 70,044,932                | 453.1                      | أنقرة          |
| شمال إفريقيا:                    |               |                           |                            |                |
| المغرب                           | 446,550       | 37,84                     | 82.7                       | الرباط         |
| الإجمالي                         | 10,622,796    | 709,608,887,84            | 152.4                      |                |

## اُنظر أيضًا
- تاريخ أوروبا.
- قائمة الدول الأوروبية حسب المساحة.
- قائمة الدول الأوروبية حسب عدد السكان.